# Jessica Alba
Jessica Marie Alba (/ˈælbə/ AL-bə; sinh ngày 28 tháng 4 năm 1981) là một nữ diễn viên và nữ doanh nhân người Mỹ. Cô bắt đầu xuất hiện trên truyền hình và điện ảnh ở tuổi 13 trong Camp Nowhere và The Secret World of Alex Mack (1994), và nổi lên ở tuổi 19 với tư cách là nữ diễn viên chính của bộ phim truyền hình Dark Angel (2000–2002), cô đã nhận được đề cử Quả cầu vàng.
Bước đột phá trên màn ảnh rộng của cô là trong Honey (2003). Cô sớm khẳng định mình là một nữ diễn viên Hollywood, và đã đóng vai chính trong rất nhiều thành công phòng vé trong suốt sự nghiệp của mình, bao gồm Fantastic Four (2005), Fantastic Four: Rise of the Silver Surfer (2007), Good Luck Chuck (2007), The Eye ( 2008), Valentine's Day (2010), Little Fockers (2010), và Mechanic: Resurrection (2016).  Cô là cộng tác viên thường xuyên của đạo diễn Robert Rodriguez, từng đóng phim Sin City (2005), Machete (2010), Spy Kids: All the Time in the World (2011), Machete Kills (2013) và Sin City: A Dame to Kill For (2014). Từ năm 2019 đến năm 2020, Alba đóng vai chính trong loạt phim tội phạm hành động Spectrum LA's Finest.
Năm 2011, Alba đồng sáng lập The Honest Company, một công ty hàng tiêu dùng chuyên bán các sản phẩm trẻ em, cá nhân và gia dụng. Các tạp chí bao gồm Men's Health, Vanity Fair và FHM đã đưa cô vào danh sách những phụ nữ đẹp nhất thế giới.

## Những năm đầu đời
Jessica Marie Alba sinh tại Pomona, California vào ngày 28 tháng 4 năm 1981, là con gái của Catherine Louisa (nhũ danh Jensen) và Mark David Alba. Mẹ của cô có tổ tiên là Đan Mạch, xứ Wales, Đức, Anh và Pháp, trong khi ông bà nội của cô, những người sinh ra ở California, đều là con của những người nhập cư Mexico. Cô có một người em trai, Joshua. Người anh họ thứ ba của cô, một khi đã bị loại bỏ, là nhà văn Gustavo Arellano. Sự nghiệp Không quân của cha cô đưa gia đình đến Biloxi, Mississippi và Del Rio, Texas , trước khi định cư trở lại Claremont, California , khi cô chín tuổi. Alba đã mô tả gia đình cô là một "gia đình rất bảo thủ - một gia đình truyền thống, Công giáo, Mỹ Latinh" và bản thân cô rất tự do; cô ấy nói rằng cô ấy đã tự nhận mình là một "nhà nữ quyền" ngay từ khi mới 5 tuổi.
Cuộc đời đầu tiên của Alba được đánh dấu bằng vô số căn bệnh về thể chất. Trong thời thơ ấu, cô bị viêm phổi 4-5 lần mỗi năm và hai lần bị xẹp phổi một phần cũng như ruột thừa bị vỡ và u nang amidan. Cô cũng bị hen suyễn từ khi còn là một đứa trẻ. Alba trở nên bị cô lập với những đứa trẻ khác ở trường vì cô ấy thường xuyên phải ở trong bệnh viện vì bệnh tật đến nỗi không ai hiểu rõ về cô ấy để kết bạn với cô ấy. Cô nói rằng việc gia đình cô thường xuyên di chuyển cũng góp phần khiến cô bị cô lập với các bạn cùng lứa tuổi.  Alba tốt nghiệp trường trung học Claremontở tuổi 16 và sau đó theo học tại Atlantic Theater Company.

## Sự nghiệp

### 1992–1999: Bắt đầu

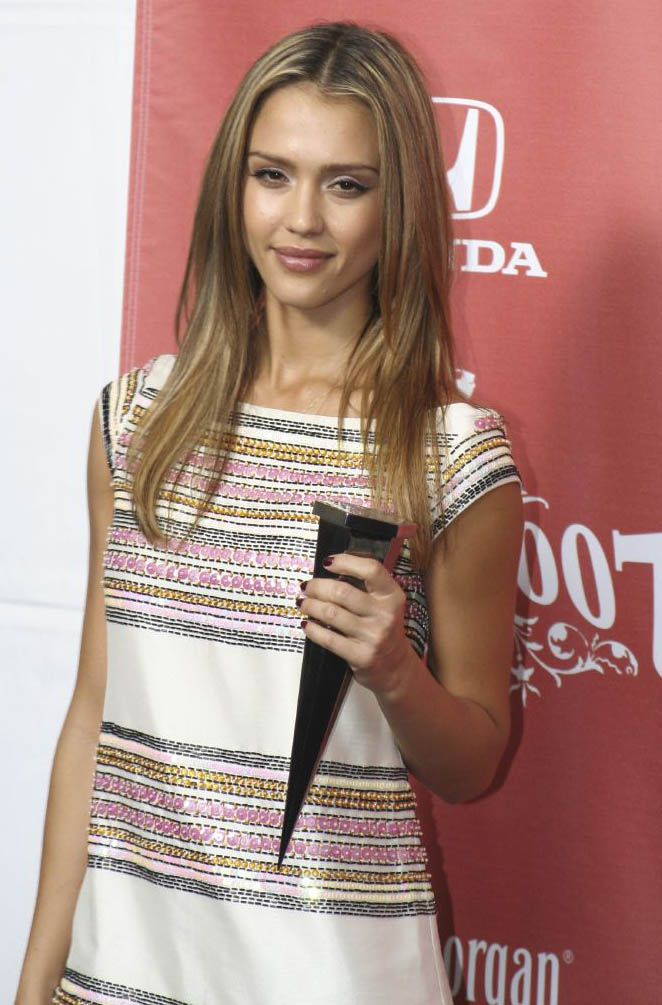
Alba năm 2007.

Alba bày tỏ niềm yêu thích diễn xuất từ năm 5 tuổi. Năm 1992, cô bé 11 tuổi Alba thuyết phục mẹ đưa cô đến tham gia một cuộc thi diễn xuất ở Beverly Hills, nơi có giải thưởng lớn là các lớp học diễn xuất miễn phí. Alba đã giành được giải thưởng lớn và tham gia những bài học diễn xuất đầu tiên. Một đại lý đã ký hợp đồng với Alba 9 tháng sau đó. Lần đầu tiên cô xuất hiện trên phim là một vai nhỏ trong bộ phim điện ảnh Camp Nowhere với vai Gail năm 1994. Ban đầu cô được thuê trong hai tuần nhưng vai trò của cô đã trở thành công việc kéo dài hai tháng khi một trong những nữ diễn viên nổi bật bỏ học.
Alba xuất hiện trong hai quảng cáo truyền hình quốc gia cho Nintendo và JC Penney khi còn nhỏ. Sau đó cô đã được xuất hiện trong một số bộ phim độc lập. Cô lấn sân sang lĩnh vực truyền hình vào năm 1994 với vai diễn định kỳ là Jessica vô ích trong ba tập của loạt phim hài Nickelodeon The Secret World of Alex Mack .  Sau đó cô diễn vai Maya trong hai mùa đầu tiên của bộ phim truyền hình Flipper năm 1995. Dưới sự dạy dỗ của mẹ là nhân viên cứu hộ, Alba đã học bơi trước khi biết đi và cô ấy là một thợ lặn có bình dưỡng khí được chứng nhận bởi PADI, những kỹ năng đã được đưa vào sử dụng trong chương trình, được quay ở Úc.
Năm 1998, cô xuất hiện với vai Melissa Hauer trong tập đầu tiên của bộ phim tội phạm Brooklyn South của Steven Bochco , với vai Leanne trong hai tập của Beverly Hills, 90210, và vai Layla trong một tập của Love Boat: The Next Wave. Năm 1999, cô xuất hiện trong bộ phim hài Randy Quaid PUNKS. Sau khi Alba tốt nghiệp trung học, cô học diễn xuất với William H. Macy và vợ anh, Felicity Huffman, tại Atlantic Theater Company, được phát triển bởi Macy và nhà viết kịch kiêm đạo diễn phim, đoạt giải Pulitzer ,David Mamet. Alba trở nên nổi tiếng hơn ở Hollywood vào năm 1999 sau khi xuất hiện với tư cách là thành viên của một nhóm trung học hợm hĩnh hành hạ một biên tập viên sao chép không an toàn trong bộ phim hài lãng mạn Never Been Kissed , đối diện với Drew Barrymore, và với vai nữ chính trong bộ phim kinh dị hài hước ít được xem Idle Hands, cùng với Devon Sawa.

### 2000–2006: Được công nhận trên toàn thế giới
Bước ngoặt lớn của cô đến khi James Cameron chọn Alba từ hơn một nghìn ứng cử viên cho vai siêu chiến binh biến đổi gen, Max Guevara , trong loạt phim truyền hình khoa học viễn tưởng Dark Angel của FOX. Loạt phim kéo dài hai mùa cho đến năm 2002 và nhận được sự đánh giá cao của giới phê bình Alba, đề cử Quả cầu vàng , Giải thưởng Teen Choice cho Nữ diễn viên chính xuất sắc nhất và Giải Saturn cho Nữ diễn viên chính xuất sắc nhất .  Vai diễn của cô được coi là một nhân vật nữ quyền và được coi là biểu tượng của sự trao quyền cho phụ nữ. Viết cho Đại học Melbourne, Bronwen Auty coi Max là "anh hùng nữ quyền hiện đại nguyên mẫu — một phụ nữ trẻ được trao quyền sử dụng cơ thể của mình một cách chủ động để đạt được mục tiêu", trích dẫn việc Max từ chối sử dụng súng và thay vào đó sử dụng võ thuật và kiến thức làm vũ khí để góp phần vào việc này trạng thái. Năm 2004, Max được xếp ở vị trí thứ 17 trong danh sách "25 huyền thoại khoa học viễn tưởng vĩ đại nhất" của TV Guide. Vai diễn của cô trong Dark Angel đã dẫn đến những phần quan trọng trong các bộ phim, cô đã có bước đột phá trên màn ảnh rộng vào năm 2003, khi cô đóng vai một vũ công kiêm biên đạo múa đầy tham vọng trong Honey. Rotten Tomatoes đồng thuận phê bình là: "Một Jessica Alba hấp dẫn và những điệu nhảy tràn đầy năng lượng giúp nâng tầm cho bộ phim ngô nghê và công thức này". Kinh phí 18 triệu đô la Mỹ, tuy nhiên, bộ phim đã thu về 62,2 triệu đô la Mỹ.
Tiếp theo, Alba vào vai vũ công kỳ lạ Nancy Callahan , là một phần của dàn diễn viên dài tập, trong bộ phim tuyển tập tội phạm Sin City (2005), do Robert Rodriguez và Frank Miller viết kịch bản, sản xuất và đạo diễn. Nó dựa trên tiểu thuyết đồ họa cùng tên của Miller. Cô chưa nghe nói về cuốn tiểu thuyết trước khi tham gia vào bộ phim, nhưng rất háo hức được làm việc với Rodriguez. Bộ phim là một tác phẩm được giới phê bình yêu thích và thu về 158,8 triệu đô la Mỹ. Cô đã nhận được Giải thưởng MTV Movie cho Màn trình diễn gợi cảm nhất.

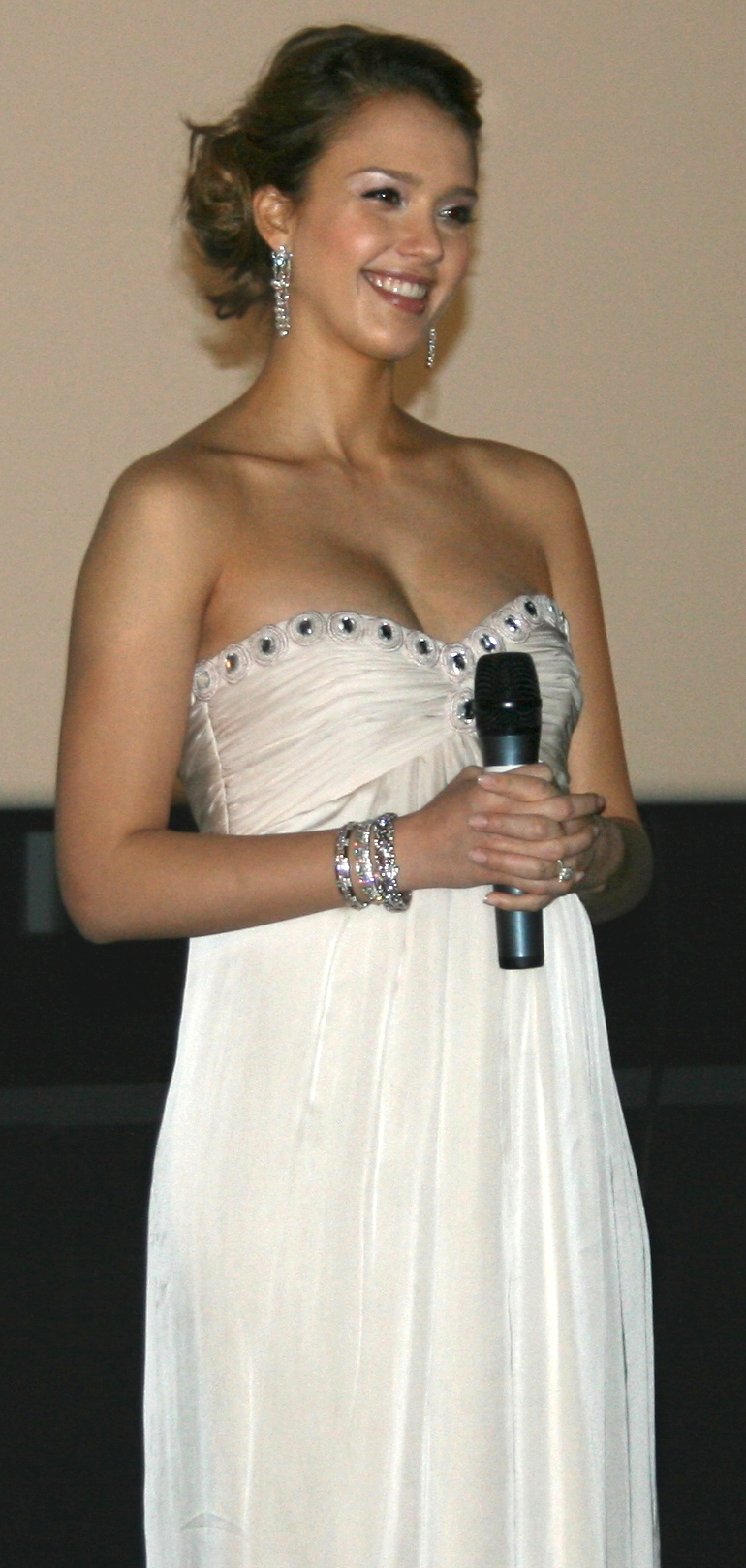
Alba tại buổi chiếu phim The Eye (2008).

Alba đã thể hiện nhân vật Invisible Woman của Marvel Comics trong Fantastic Four (cũng năm 2005), cùng với Ioan Gruffudd, Chris Evans, Michael Chiklis và Julian McMahon. The Guardian , trong bài đánh giá cho bộ phim, lưu ý: "Những người ủng hộ nữ quyền và phi nữ quyền đều phải tiếp thu nghịch lý rắc rối nhất của Fantastic Four: được nhận vào câu chuyện vì vẻ đẹp của cô ấy, siêu năng lực của [Alba] là vô hình”. Bộ phim thành công về mặt thương mại bất chấp những đánh giá tiêu cực, thu về 333,5 triệu đô la Mỹ trên toàn thế giới. Tại lễ trao giải MTV Movie năm 2006, cô đã giành được đề cử cho Anh hùng xuất sắc nhất và Đội trên màn ảnh xuất sắc nhất. Bộ phim cuối cùng của cô năm 2005 là phim kinh dị Into the Blue, trong đó Alba thể hiện, cùng với Paul Walker, một nửa của một cặp vợ chồng gặp rắc rối với một trùm ma túy sau khi họ bắt gặp hàng hóa bất hợp pháp trên một chiếc máy bay bị chìm. Phim đạt doanh thu phòng vé vừa phải, với tổng doanh thu toàn cầu là 44,4 triệu đô la Mỹ. Cô tổ chức Lễ trao giải MTV Movie năm 2006 và thực hiện các bản phác thảo giả mạo các bộ phim King Kong, Mission: Impossible III và The Da Vinci Code.

### 2007–2010: Phim hài lãng mạn
Alba đã thể hiện lại vai diễn của mình trong Fantastic Four: Rise of the Silver Surfer, phát hành vào tháng 6 năm 2007. Theo Alba, dưới sự chỉ đạo của Tim Story trong một cảnh tình cảm gần như khiến cô ấy bỏ diễn. "[Anh ấy nói với tôi] 'Trông thật quá. Trông đau quá. Bạn có thể xinh hơn khi khóc không? Khóc xinh đi Jessica." Anh ấy nói: "Đừng làm điều đó với khuôn mặt của bạn. Chỉ cần làm cho nó phẳng. Chúng tôi có thể CGI cho những giọt nước mắt trong đó." "Theo Alba, trải nghiệm này khiến cô ấy tự nghi ngờ: "Và sau đó tất cả khiến tôi suy nghĩ : Có phải tôi không đủ tốt? Bản năng và cảm xúc của tôi không đủ tốt? Mọi người ghét họ đến mức họ không muốn tôi trở thành một người? Tôi không được phép trở thành một người trong công việc của mình? Và vì vậy tôi chỉ nói, "Chết tiệt. Tôi không quan tâm đến việc kinh doanh này nữa." Phim thu về 290 triệu đô la Mỹ trên toàn cầu.
Trong Good Luck Chuck (cũng 2007), Alba đã thể hiện tình yêu của một nha sĩ lăng nhăng. Cô ấy chụp một trong những áp phích sân khấu của Good Luck Chuck nhại lại trang bìa Rolling Stone nổi tiếng do Annie Leibovitz chụp có John Lennon và Yoko Ono trong những tư thế tương tự. Mặc dù bộ phim bị giới phê bình chỉ trích dữ dội, nhưng nó đã kiếm được gần 60 triệu đô la Mỹ khi phát hành. Phương tiện đóng vai chính thứ ba của cô trong năm 2007 là bộ phim kinh dị tâm lý Awake, miêu tả bạn gái của một người đàn ông tỷ phú sắp được cấy ghép tim. Các bài đánh giá khá ấm áp, nhưng Roger Ebertkhen ngợi diễn xuất của cô, và kinh phí khoảng 8 triệu đô la Mỹ, bộ phim đã thu về 32,7 triệu đô la Mỹ.
Vào tháng 2 năm 2008, cô đã tổ chức Giải thưởng Khoa học và Kỹ thuật của Viện Hàn lâm Khoa học và Nghệ thuật Điện ảnh. Alba chuyển sang diễn xuất của cô ấy sang thể loại kinh dị trong bộ phim The Eye, một phiên bản làm lại của bản gốc Hồng Kông, trong đó cô ấy nhận được vai một nghệ sĩ vĩ cầm cổ điển thành công, người được cấy ghép mắt cho phép cô ấy nhìn thấy siêu nhiên. thế giới.  Mặc dù bộ phim không được các nhà phê bình đón nhận, bản thân diễn xuất của cô đã nhận được nhiều đánh giá trái chiều. Cô đã giành được một giải thưởng Lựa chọn dành cho thanh thiếu niên cho Nữ diễn viên điện ảnh được lựa chọn: Horror – Thriller  và một đề cử Giải Mâm xôi vàng cho Nữ diễn viên tệ nhất (được chia sẻ với The Love Guru). Năm 2008, cô cũng đóng vai một nhân viên bán hàng trong bộ phim hài lãng mạn độc lập Meet Bill, cùng với Logan Lerman và Elizabeth Banks, và đóng vai chính trong bộ phim hài The Love Guru, trong vai một người phụ nữ kế thừa đội khúc côn cầu Toronto Maple Leafs, đối diện với Mike Myers và Justin Timberlake. Mick LaSalle, của San Francisco Chronicle, lưu ý rằng cô ấy "nổi bật" trong phim, cảm thấy rằng cuối cùng cô ấy "có vẻ thoải mái trước máy quay". The Love Guru là một thất bại về mặt thương mại và phê bình.
Trong khi Alba không có bất kỳ bộ phim nào được phát hành trong năm 2009, năm bộ phim nổi tiếng được phát hành trong suốt năm 2010 đều có sự góp mặt của cô trong những vai diễn quan trọng. Vai diễn đầu tiên trong năm của cô là gái điếm trong The Killer Inside Me, chuyển thể từ cuốn sách cùng tên, đối diện với Kate Hudson và Casey Affleck, được công chiếu tại Liên hoan phim Sundance trước phản ứng trái chiều từ giới phê bình. Bộ phim tiếp theo của cô là bộ phim hài lãng mạn Valentine's Day, trong đó cô đóng vai bạn gái của một người bán hoa như một phần của dàn diễn viên dài tập bao gồm Jessica Biel, Bradley Cooper, Taylor Lautner và Julia Roberts, trong số những người khác. Bất chấp những đánh giá tiêu cực, bộ phim vẫn thành công về mặt thương mại, với tổng doanh thu toàn cầu là 216,5 triệu đô la Mỹ. Trong bộ phim hành động Machete, Alba tái hợp với đạo diễn Robert Rodriguez, đảm nhận vai một nhân viên nhập cư bị giằng xé giữa việc thực thi luật pháp và làm những gì phổ biến trong mắt gia đình cô. Machete đã kiếm được hơn 44 triệu đô la Mỹ trên toàn cầu.
Bộ phim truyền hình An Invisible Sign of My Own mà Alba quay vào cuối năm 2008, được công chiếu lần đầu tại Liên hoan phim Hamptons. Trong đó, cô miêu tả một phụ nữ trẻ rút lui đầy đau đớn.  Bộ phim cuối cùng năm 2010 của cô là bộ phim hài Little Fockers, trong đó cô đóng vai một đại diện ma túy hướng ngoại, đoàn tụ với Robert De Niro, người cũng ở Machete. Bất chấp những đánh giá tiêu cực từ giới phê bình, bộ phim đã thu về hơn 310 triệu đô la Mỹ trên toàn thế giới. Với tất cả các vai diễn năm 2010, cô đã nhận được Giải Mâm xôi vàng cho Nữ diễn viên phụ tồi nhất.

### 2011–nay: Các sản phẩm hành động và truyền thông độc lập
Năm 2011, Alba làm việc lần thứ ba với Robert Rodriguez trong bộ phim Spy Kids: All the Time in the World , miêu tả một điệp viên đã nghỉ hưu được gọi trở lại hành động. Để gắn kết với những đứa con riêng mới của mình, cô mời chúng đi cùng.  Phim giảm sút về doanh thu phòng vé so với các phim trước trong loạt phim, nhưng vẫn là một thành công vừa phải, thu về 85 triệu đô la Mỹ trên toàn cầu.  Tiếp theo, Alba xuất hiện cùng với Adam Scott , Richard Jenkins , Jane Lynch , Mary Elizabeth Winstead và Catherine O'Hara trong bộ phim hài ACOD (2013), miêu tả những gì Washington Postđược mô tả như một "đứa con của cuộc ly hôn", người mà nhân vật của Scott gần như "lừa dối" bạn gái của cô. Nhà phê bình Ben Kendrick của ScreenRant đã viết: "[Winstead] và [Alba] cũng mang đến những đóng góp của họ - mặc dù cả hai nhân vật của họ chủ yếu được thiết kế để trở thành tấm gương để Carter kiểm tra cuộc sống và lựa chọn của chính mình." ACOD nhận được một suất chiếu giới hạn ở Bắc Mỹ. Năm 2013, Alba cũng tham gia lồng tiếng trong bộ phim hoạt hình khá thành công Escape from Planet Earth.
Alba một lần nữa làm việc với đạo diễn Rodriguez trong hai phần tiếp theo của bộ phim. Cô đã thể hiện lại vai diễn Viên chức Nhập cư, trong một lần xuất hiện khách mời không được công nhận, trong Machete Kills (2013), bộ phim thu hút các nhà phê bình và khán giả, và vai diễn vũ công thoát y Nancy Callahan lớn tuổi hơn nhiều, tìm cách trả thù cho người bảo vệ quá cố của cô, trong Sin City: A Dame to Kill For, được phát hành vào tháng 8 năm 2014, dưới định dạng 2D và 3D. Không giống như bộ phim đầu tiên, A Dame to Kill For là một thất bại về mặt thương mại, thu về 39 triệu đô la Mỹ so với kinh phí sản xuất 65 triệu đô la Mỹ, và nhận được nhiều đánh giá trái chiều từ các nhà phê bình phim. Variety cảm thấy đó là một "nỗ lực muộn màng, khập khiễng để biến nhân vật của Alba từ một nhân vật bị lợi dụng thành một nhân vật được trao quyền".  Tiếp theo, cô đảm nhận vai một nghệ sĩ biểu diễn chương trình tạp kỹ trong phim điện ảnh Dear Eleanor (2014), bạn gái lực lưỡng của một giáo sư người Anh thành đạt và được kính trọng trong bộ phim hài lãng mạn Some Kind of Beautiful (2014), một nhân viên lễ tân tại một công ty xe limo trong phim kinh dị Stretch (cũng năm 2014), một kẻ buôn vũ khí dễ bị tổn thương về mặt cảm xúc trong bộ phim hài tội phạm Barely Lethal (2015) và của một nhà làm phim tài liệu trong phim kinh dị The Veil (2016); tất cả các phim đều được phát hành tại rạp giới hạn và VOD.
Trong bộ phim hành động Mechanic: Resurrection (2016), cùng với Jason Statham, Alba vào vai bạn gái của một sát thủ đã nghỉ hưu. Cô ấy đã nhờ Krav Maga để định hình cho bộ phim, và bị thu hút bởi sức mạnh mà nhân vật của cô ấy thể hiện, nhận xét: "Tôi nghĩ rằng đối với những loại phim này, bạn không thường thấy loại nữ chính lãng mạn. mông. Ý tôi là, thường là cô ấy được cứu bởi anh chàng, và vì vậy thật tuyệt khi tôi đến bàn với một sự cứng rắn và một trái tim thực sự". Phim kiếm được 125,7 triệu đô la Mỹ trên toàn thế giới.
Cô sẽ đóng vai chính và điều hành sản xuất một loạt phim tài liệu mới cho Disney + mang tên "Nuôi dạy con không biên giới" (tựa đề làm việc) sẽ tập trung vào các gia đình trên khắp thế giới cũng như tín ngưỡng và văn hóa của họ.

## Hình ảnh trong cộng đồng
Alba luôn xuất hiện với một hình ảnh gợi cảm và duyên dáng. Không phải chỉ bạn, mà ngay cả chính Jessica cũng nói rằng, cô thấy mình là một người phụ nữ có cá tính rất mạnh.
Vào năm 2001, cô xếp thứ nhất trong danh sách Nóng bỏng 100 của tờ Maximvà được bầu chọn trên AskMen.com là người phụ nữ được khao khát nhiều nhất trong danh sách "99 Most Desiable Women" năm 2006. Trong năm 2007, Jessica cũng dẫn đầu vị trí Người phụ nữ gợi cảm nhất do FHM bầu chọn. Cô nói "Tôi phải dùng tình dục có hạn chế cho lợi thế của cô, và muốn mọi người nghĩ những gì cô muốn". Vào năm 2005, Alba được xếp vào danh sách 50 Người đẹp của tờ People.
Alba đã tham gia vào vụ kiện tụng chống lại Playboy cho việc sử dụng các hình ảnh của mình (từ một shot quảng cáo cho Into the Blue) mà không cần sự đồng ý của cô, mà cô cho rằng cô đã đặc trưng trong các vấn đề về việc "khỏa thân bằng hình ảnh". Nhưng sau đó cô đã bỏ vụ kiện vì chủ tich của Playboy đã xin lỗi.
Alba thể hiện sự không dùng vẻ gợi dục để thành công trong làng giải trí
Tuy là ngôi sao gợi cảm trong làng giải trí nhưng cô luôn mong muốn được coi như một diễn viên thực thụ. Alba đã từng từ chối khỏa thân trong bộ phim Sin City. Khi chụp hình cho tạp chí GQ, Jessica cũng nhất định không để lộ phần ngực của mình.
Alba sợ rằng sẽ bị gắn danh hiệu sex-kitten, bình luận rằng, "Bằng cách nào đó, tôi không hiểu tại sao nó lại không xảy ra với Natalie Portman". Cô cũng cho thêm quyền không khỏa thân vào các hợp đồng phim. Cô được đề nghị khỏa thân trong phim Sin City bởi đạo diễn, nhưng cô từ chối nói ràng "Tôi không làm khỏa thân. Điều đó làm tôi trở thành nữ diễn viên xấu. Làm tôi không được thuê vào các phim khác. Nhưng tôi có quá nhiều lo ngại".

## Cuộc sống riêng tư
Khi quay bộ phim Dark Angel, Alba từng có một mối tình kéo dài đến 4 năm với nam diễn viên Michael Weatherly. Mối tình này gây ra nhiều tranh cãi khi Weatherly hơn Alba đến 12 tuổi. Sau đó hai người đường ai nấy đi. Alba từng trả lời phỏng vấn về cuộc chia tay này là do mình còn quá trẻ còn Weatherly thì lại quá già dặn.
Alba gặp Cash Warren, con trai của diễn viên Michael Warren khi làm phim Fantastic Four năm 2004. Mối tình này cũng tốn nhiều giấy mực của báo chí khi có những lúc cuộc tình của họ tưởng chừng như không có hồi kết. Nhưng cuối cùng, hạnh phúc đã đến với họ khi Alba kết hôn với Warren tại L.A vào tháng 5 năm 2008. Vào tháng 6 năm 2008, Alba sinh một bé gái tên Honor Marie Warren. Sau đó, cô và Cash quyết định tổ chức lễ cưới lần thứ hai vào cuối năm 2008. Lần này, Jessica mặc váy cưới còn lần đầu tiên do bụng đã khá to nên cô đã không mặc lễ phục.
Ngoài hoạt động trong làng giải trí, Alba còn là một nhà từ thiện tích cực. Trong cuộc bầu cử tổng thống năm 2008, cô đã vận động chiến dịch Declare Yourself, một sáng kiến phi lợi nhuận, phi đảng phái của những cử tri trẻ tuổi, để vận động mạnh mẽ những người trẻ tuổi đăng ký và bỏ phiếu cho cuộc bầu cử. Với ý chí của một người trẻ, Alba nói: "Nếu bạn không đăng ký và tham gia bỏ phiếu để tạo ra một sự khác biệt, để thay đổi những điều tồi tệ đang xảy ra ở đất nước chúng ta, có nghĩa bạn đã tự "khóa miệng" và cấm đoán quyền tự do ngôn luận của chính mình" .
Ngoài ra Alba cũng là người yêu thể thao, trong đó có bóng đá. Cô là fan của Hamburger SV, một câu lạc bộ nổi tiếng tại Đức.
Đứng thứ 5 trong danh sách 99 người đẹp được thèm muốn nhất của tạp chí Askmen năm 2010.

## Danh sách phim

### Điẹn ảnh
| Năm  | Tiêu đề                                   | Vai diễn                      | Ghi chú          |
| ---- | ----------------------------------------- | ----------------------------- | ---------------- |
| 1994 | Camp Nowhere                              | Gail                          | Film debut       |
| 1995 | Venus Rising                              | Young Eve                     |                  |
| 1999 | P.U.N.K.S.                                | Samantha Swoboda              |                  |
| 1999 | Never Been Kissed                         | Kirsten Liosis                |                  |
| 1999 | Idle Hands                                | Molly                         |                  |
| 2000 | Paranoid                                  | Chloe                         |                  |
| 2003 | The Sleeping Dictionary                   | Selima                        |                  |
| 2003 | Honey                                     | Honey Daniels                 |                  |
| 2005 | Sin City                                  | Nancy Callahan                |                  |
| 2005 | Fantastic Four                            | Susan Storm / Invisible Woman |                  |
| 2005 | Into the Blue                             | Sam                           |                  |
| 2007 | The Ten                                   | Liz Anne Blazer               |                  |
| 2007 | Knocked Up                                | Chính mình                    | Uncredited cameo |
| 2007 | Fantastic Four: Rise of the Silver Surfer | Susan Storm / Invisible Woman |                  |
| 2007 | Good Luck Chuck                           | Cam Wexler                    |                  |
| 2007 | Meet Bill                                 | Lucy                          |                  |
| 2007 | Awake                                     | Sam Lockwood                  |                  |
| 2008 | The Eye                                   | Sydney Wells                  |                  |
| 2008 | The Love Guru                             | Jane Bullard                  |                  |
| 2010 | The Killer Inside Me                      | Joyce Lakeland                |                  |
| 2010 | Valentine's Day                           | Morley Clarkson               |                  |
| 2010 | Machete                                   | Special Agent Sartana Rivera  |                  |
| 2010 | Machete                                   | Marissa Rivera                | Deleted scene    |
| 2010 | An Invisible Sign                         | Mona Gray                     |                  |
| 2010 | Little Fockers                            | Andi Garcia                   |                  |
| 2011 | Spy Kids: All the Time in the World       | Marissa Wilson                |                  |
| 2012 | Martin Scorsese Eats a Cookie             | Herself                       |                  |
| 2013 | A.C.O.D.                                  | Michelle                      |                  |
| 2013 | Escape from Planet Earth                  | Lena (voice)                  |                  |
| 2013 | Machete Kills                             | Sartana                       | Uncredited cameo |
| 2014 | Sin City: A Dame to Kill For              | Nancy Callahan                |                  |
| 2014 | Stretch                                   | Charlie                       |                  |
| 2014 | Some Kind of Beautiful                    | Kate                          |                  |
| 2015 | Barely Lethal                             | Victoria Knox                 |                  |
| 2015 | Entourage                                 | Herself                       | Cameo            |
| 2016 | The Veil                                  | Maggie Price                  |                  |
| 2016 | Dear Eleanor                              | Daisy                         |                  |
| 2016 | Mechanic: Resurrection                    | Gina                          |                  |
| 2017 | El Camino Christmas                       | Beth Flowers                  |                  |
| 2019 | Killers Anonymous                         | Jade                          |                  |
| 2022 | Trigger Warning                           | TBA                           |                  |

### Truyền hình
| Năm       | Tiêu đề                       | Vai diễn              | Ghi chú                                                          |
| --------- | ----------------------------- | --------------------- | ---------------------------------------------------------------- |
| 1994      | The Secret World of Alex Mack | Jessica               | 3 episodes                                                       |
| 1995–1997 | Flipper                       | Maya Graham           | Regular                                                          |
| 1996      | ABC Afterschool Special       | Christy               | Episode: "Too Soon for Jeff"                                     |
| 1996      | Chicago Hope                  | Florie Hernandez      | Episode: "Sexual Perversity in Chicago Hope"                     |
| 1998      | Brooklyn South                | Melissa Hauer         | Episode: "Exposing Johnson"                                      |
| 1998      | Beverly Hills, 90210          | Leanne                | 2 episodes                                                       |
| 1998      | Love Boat: The Next Wave      | Layla                 | Episode: "Remember?"                                             |
| 2000–2002 | Dark Angel                    | Max Guevara / X5-452  | Lead role (42 episodes)                                          |
| 2003      | MADtv                         | Jessica Simpson       | Episode: "Episode #9.5"                                          |
| 2004      | Entourage                     | Herself               | Episode: "The Review"                                            |
| 2005      | Trippin'                      | Herself               | 2 episodes                                                       |
| 2009      | The Office                    | Sophie                | Episode: "Stress Relief"                                         |
| 2010      | Project Runway                | Herself (guest judge) | Episode: "Sew Much Pressure"                                     |
| 2013      | Comedy Bang! Bang!            | Herself               | Episode: "Jessica Alba Wears a Jacket with Patent Leather Pumps" |
| 2014      | The Spoils of Babylon         | Dixie Mellonworth     | 4 episodes                                                       |
| 2015      | RuPaul's Drag Race            | Herself (guest judge) | Episode: "Spoof! (There It Is)"                                  |
| 2017      | Planet of the Apps            | Herself               | Mentor                                                           |
| 2018      | No Activity                   | Herself               | Episode: "The Actress"                                           |
| 2019–2020 | L.A.'s Finest                 | Nancy McKenna         | Main role                                                        |

### Music videos
| Năm  | Tiêu đề           | Nghệ sỹ                               | Vai diễn                   |
| ---- | ----------------- | ------------------------------------- | -------------------------- |
| 2008 | "We Are the Ones" | will.i.am                             | Cính mình                  |
| 2010 | "I Just Had Sex"  | The Lonely Island                     | Tình yêu của Jorma Taccone |
| 2015 | "Bad Blood"       | Taylor Swift featuring Kendrick Lamar | Domino                     |

### Video games
| Năm  | Tiêu đề        | Vai                         | Ghi chú                            |
| ---- | -------------- | --------------------------- | ---------------------------------- |
| 2002 | Dark Angel     | Max Guevara                 | Dựa theo phim truyền hình cùng tên |
| 2005 | Fantastic Four | Sue Storm / Invisible Woman | Dựa theo phim điện ảnh cùng tên    |

## Đề cử và giải thưởng
| Năm  | Giải thưởng                     | Hạng mục                                              | Tác phẩm đề cử | Kết quả   |
| ---- | ------------------------------- | ----------------------------------------------------- | --- | --------- |
| 2001 | ALMA Award                      | Breakthrough Actress of the Year                      | — | Đoạt giải |
| 2001 | People's Choice Awards          | Favorite Female Performer in a New TV Series          | Dark Angel | Đề cử     |
| 2001 | Golden Globe Awards             | Best Performance by an Actress in a TV Series – Drama | Dark Angel | Đề cử     |
| 2002 | Nickelodeon Kids' Choice Awards | Favorite Female Action Hero                           | Dark Angel | Đề cử     |
| 2005 | Young Hollywood Awards          | Superstar of Tomorrow                                 | — | Đoạt giải |
| 2006 | Nickelodeon Kids' Choice Awards | Favorite Movie Actress                                | Fantastic Four | Đề cử     |
| 2006 | Golden Raspberry Awards         | Nữ diễn viên tồi nhất                                 | Fantastic Four / Into the Blue                                                                                                 | Đề cử     |
| 2007 | TV Land Awards                  | Little Screen / Big Screen Star (Women)               | — | Đề cử     |
| 2007 | Spike TV Guys' Choice Awards    | Hottest Jessica                                       | — | Đoạt giải |
| 2008 | Golden Raspberry Awards         | Nữ diễn viên tồi nhất                                 | Awake / Good Luck Chuck / Fantastic Four: Rise of the Silver Surfer                                                            | Đề cử     |
| 2008 | Golden Raspberry Awards         | Cặp đôi màn ảnh tồi nhất                              | Awake / Good Luck Chuck / Fantastic Four: Rise of the Silver Surfer (cùng với Hayden Christensen, Dane Cook, and Ioan Gruffud) | Đề cử     |
| 2008 | People's Choice Awards          | Favorite Female Action Star                           | — | Đề cử     |
| 2008 | People's Choice Awards          | Favorite Leading Lady                                 | — | Đề cử     |
| 2008 | Nickelodeon Kids' Choice Awards | Favorite Female Movie Star                            | Fantastic 4: Rise of the Silver Surfer                                                                                         | Đoạt giải |
| 2009 | Golden Raspberry Awards         | Worst Actress                                         | The Eye / The Love Guru | Đề cử     |
| 2011 | Golden Raspberry Awards         | Nữ diễn viên phụ tồi nhất                             | The Killer Inside Me / Little Fockers / Machete / Valentine's Day                                                              | Đoạt giải |
| 2012 | Nickelodeon Kids' Choice Awards | Favorite Buttkicker                                   | Spy Kids: All the Time in the World in 4D                                                                                      | Đề cử     |
| 2019 | Teen Choice Awards              | Choice Action TV Actress                              | L.A.'s Finest | Đề cử     |